# Arrondissement de Groß-Gerau
L’arrondissement de Groß-Gerau est un arrondissement (Landkreis en allemand) de Hesse  (Allemagne) situé dans le district (Regierungsbezirk en allemand) de Darmstadt. Son chef-lieu est Groß-Gerau.

## Villes, communes et communautés d'administration
(nombre d'habitants au 31/12/2008)
| Städte - 1. Gernsheim (9 550) - 2. Ginsheim-Gustavsburg (16 084) - 3. Groß-Gerau (23 299) - 4. Kelsterbach (13 488) - 5. Mörfelden-Walldorf (34 142) - 6. Raunheim (14 741) - 7. Riedstadt (21 460) - 8. Rüsselsheim am Main (59 604) | Gemeinden - 1. Biebesheim am Rhein (6 458) - 2. Bischofsheim (12 519) - 3. Büttelborn (13 329) - 5. Nauheim (10 126) - 6. Stockstadt am Rhein (5 694) - 7. Trebur (13 082) |